# Бакатін Вадим Вікторович
Вадим Вікторович Бакатін (рос. Вадим Викторович Бакатин; 6 листопада 1937, Кисельовськ, Кемеровська область, РРФСР, СРСР — 31 липня 2022, Москва, Росія) — радянський партійний і державний діяч, ліберальний реформатор органів держбезпеки. Перший секретар Кіровського і Кемеровського обкому КПРС (1985—1988), міністр МВС СРСР (1988—1990), кандидат на виборах Президенти РРФСР (1991), останній керівник КДБ СРСР (МСБ СРСР) (1991—1992). Член ЦК КПРС у 1986—1991 роках. Депутат Верховної Ради СРСР 11-го скликання.

## Життєпис
Народився в родині маркшейдера шахти. У 1956 році закінчив середню школу із срібною медаллю.
У 1956—1960 роках — студент Новосибірського інженерно-будівельного інституту імені Куйбишева, інженер-будівельник.
У 1960—1961 роках — майстер, у 1961—1962 роках — прораб, у 1962—1963 роках — начальник дільниці будівельного управління № 1 тресту «Кемеровохімбуд».
У 1963—1969 роках — головний інженер будівельного управління № 3 тресту «Кемеровохімбуд».
Член КПРС з 1964 року.
У 1969—1971 роках — начальник будівельного управління № 4 тресту «Кемеровохімбуд».
У 1971—1973 роках — головний інженер домобудівного комбінату в місті Кемерово.
У 1973—1975 роках — 2-й секретар Кемеровського міського комітету КПРС.
У 1975—1977 роках — завідувач відділу будівництва Кемеровського обласного комітету КПРС.
У 1977—1983 роках — секретар Кемеровського обласного комітету КПРС.
У 1983—1985 роках — інструктор ЦК КПРС у Москві.
У 1985 році закінчив Академію суспільних наук при ЦК КПРС.
22 березня 1985 — 26 травня 1987 року — 1-й секретар Кіровського обласного комітету КПРС.
7 травня 1987 — 17 листопада 1988 року — 1-й секретар Кемеровського обласного комітету КПРС.
20 жовтня 1988 — 1 грудня 1990 року — міністр внутрішніх справ СРСР, генерал-лейтенант.
З березня 1991 року — член Ради безпеки при Президентові СРСР.
29 серпня — 3 грудня 1991 року — голова Комітету державної безпеки СРСР. 6 листопада 1991 — 15 січня 1992 року — керівник Міжреспубліканської служби безпеки ССР.
З березня 1992 по 1997 рік працював у Міжнародному фонді економічних і соціальних реформ (фонд «Реформа»). Керував департаментом політичних і міжнаціональних досліджень фонду. Пізніше працював радником у компанії «Альфа-цемент», в інвестиційній компанії «Схід-капітал» у Москві.

## Звання
- генерал-лейтенант (1988)

## Нагороди
- орден Леніна (5.11.1987)
- орден «Знак Пошани» (16.03.1976)